# Brügger Kämpfer
 Brügger Kämpfer ist eine aus Belgien stammende Haushuhnrasse, die Mitte des 17. Jahrhunderts in der Gegend um Brügge aus alten Kampfhuhnrassen und Malaien gezüchtet wurde. Mit dem Brügger Zwerg-Kämpfer existiert auch eine anerkannte Zwerghuhnrasse.